# Forum Vergabe
Das forum vergabe e. V. ist ein deutscher Verein, der sich der Förderung des Vergaberechts verschrieben hat. Es betreibt in Kooperation mit dem Bundesanzeiger-Verlag eine Datenbank mit Entscheidungen der Vergabekammern und der Oberlandesgerichte. Dazu gibt es die Mitgliederzeitschrift „Monatsinfo“ heraus und bietet Aus- und Fortbildungsveranstaltungen an. Die wichtigste Veranstaltung sind die forum vergabe Gespräche (früher Badenweiler Gespräche), die alle 1,5 Jahre in Fulda stattfinden. Hier treffen sich für drei Tage Experten und die Fachpolitiker zum Gedankenaustausch.

## Geschichte
Gegründet wurde das forum vergabe 1993 nach den ersten Badenweiler Gesprächen. Seit 2004 vergibt das forum vergabe den mit 5.000 € dotierten International Public Procurement Award (IPA).

## Mitgliederstruktur
Der Verein hat gegenwärtig über 500 Mitglieder (Organisationen, Verbände, Unternehmen, Personen), vorwiegend aus Deutschland, aber auch aus Österreich und der Schweiz. Die Mitglieder kommen aus allen mit Fragen des öffentlichen Auftragswesens befassten Kreisen (Bund, Länder, Kommunen, Wirtschaft, Wissenschaft, Gerichte, Vergabekammern, Anwaltschaft, Consultants, Fachmedien usw.).

## Personal
Den Vorsitz führt Volker Wissing, Minister für Wirtschaft, Verkehr, Landwirtschaft und Weinbau Rheinland-Pfalz.